# Oljeutsläpp

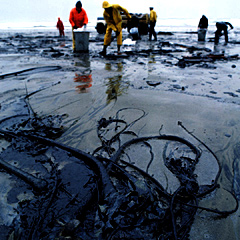
Sanering efter oljeutsläpp

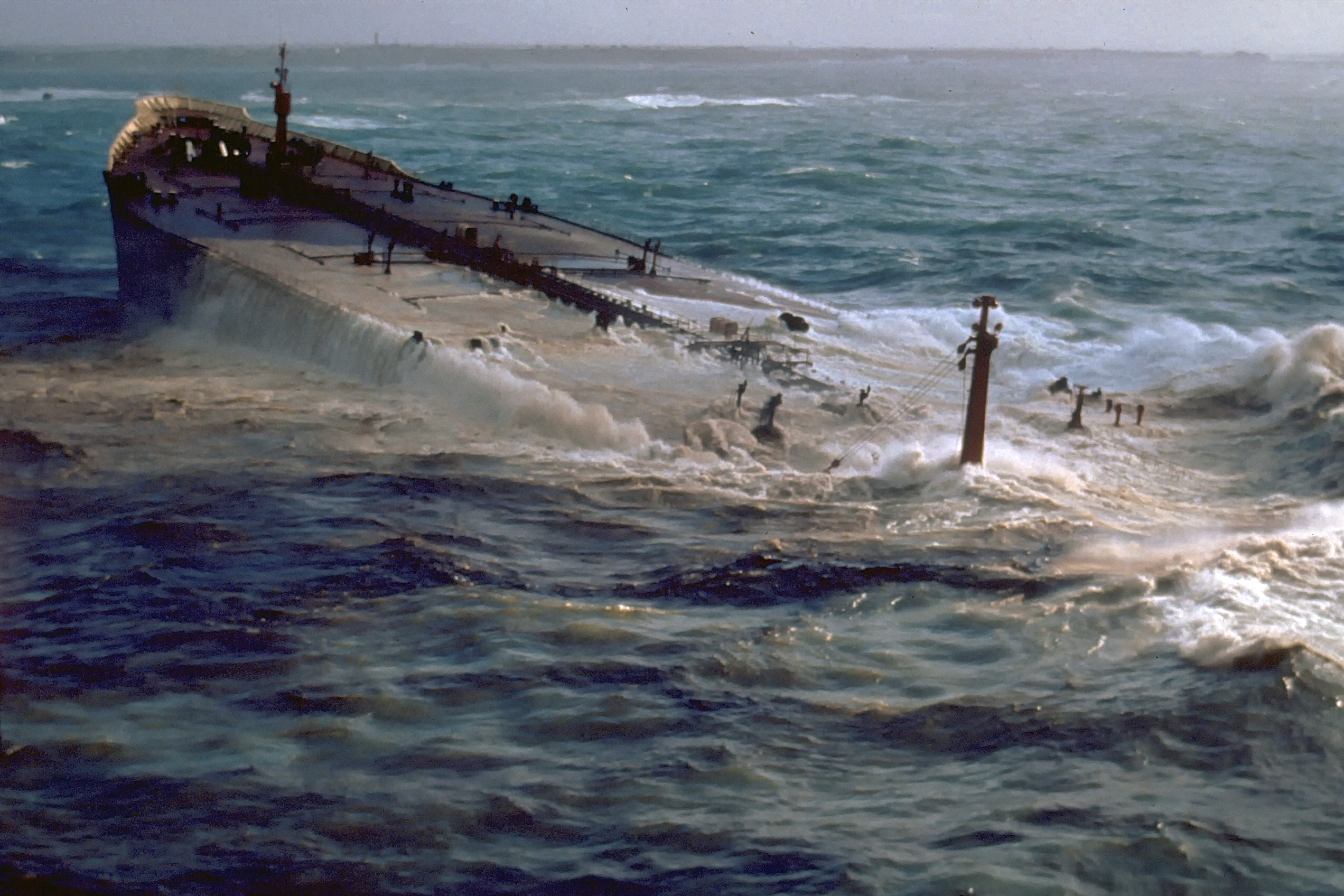
Amoco Cadiz efter förlisningen.

Ett oljeutsläpp definieras som när olja medvetet eller omedvetet släpps ut på mark eller i vatten. Man använder nästan uteslutande begreppet vid oljeutsläpp till havs och det är också där de största oljeutsläppen inträffar. Olja i detta sammanhang är för det mesta råolja, petroleum, men kan även vara raffinerade produkter, som bensin, diesel eller tjockolja.
Världens största oljeutsläpp skedde 1991, när president Saddam Hussein beordrade att Kuwaits oljereserver skulle tömmas ut i havet efter att Irak invaderade landet. Målet var att förhindra att amerikanska trupper skulle angripa den irakiska armén från Kuwaits kust. Några av de största oljeutsläppen har skett vid oljeborrningar till havs, som den okontrollerade utsläppet (på engelska kallad blowout) på Ixtoc I-plattformen i Mexikanska golfen 1979, eller oljebolaget BP:s utsläpp när oljeriggen Deepwater Horizon exploderade och sjönk 2010, även den i Mexikanska golfen.
Effekterna av ett oljeutsläpp beror på många faktorer som det drabbade områdets känslighet, typ och mängd av olja, väderförhållanden och hur saneringen genomförs. Oljeutsläpp klibbar ihop strukturerna i fjäderdräkten hos fåglar och i pälsen hos däggdjur, vilket minskar dess isolerande förmåga. Detta gör att djuren blir mer sårbara för temperatursvängningar, får försämrad flytförmåga i vattnet och spenderar för lång tid med att försöka tvätta rent sig och sakta svälter ihjäl. Oljesanering och återhämtning från ett oljeutsläpp är svårt och beror på många faktorer, bland annat vilken typ av olja som spillts ut, temperatur (som påverkar avdunstning och biologisk nedbrytning) och vilka typer av kuststräckor som är inblandade. Ett spill kan ta veckor, månader eller år att städa upp.
I Sverige är det kommunernas räddningstjänst, länsstyrelserna, Kustbevakningen och Myndigheten för samhällsskydd och beredskap som är ansvariga för landets oljeskadeskydd.

## Oljeutsläpp i världen
Ungefär 3,2 miljoner ton olja hamnar i havet, men uppskattningarna varierar från 0,4 till 4 miljoner ton. Naturliga utsläpp från oljehaltiga sediment på havsbotten står för 47% av oljeutsläppen, avrinning från land motsvarar 11%, operationella utsläpp från fartyg 24%, oljeutsläpp från olyckor till havs 10%, luftutsläpp 4% och utsläpp från oljeplattformar 3%.
Råolja och raffinerade bränslespill från tankfartyg, fartygsolyckor, oljeplattformar och pipelines har skadat känsliga ekosystem på många olika ställen i världen, bland annat Exxon Valdez i Alaska, Deepwater Horizon i Mexikanska golfen, och Prestige i Spanien. Mängden olja som har spillts ut vid olyckor har varit upp till flera hundratusen ton. Storleken på utsläppen har dock inte visat sig ha lika stor betydelse för skadan som var oljespillet har skett, när, vilken typ av olja och hur känslig området är.
Nedan finns listade tio av de största och mest miljöförstörande utsläppen runt om i världen:
| Namn              | År   | Plats               | Kvantitet i ton | Referens                    |
| ----------------- | ---- | ------------------- | --------------- | --------------------------- |
| Kuwaitkriget      | 1991 | Kuwait              | 1 000 000       | [ 7 ]                       |
| Deepwater Horizon | 2010 | Mexikanska golfen   | 780 000         | [ 8 ]                       |
| Ixtoc 1           | 1979 | Mexikanska golfen   | 480 000         | [ 9 ] [ 10 ]                |
| Atlantic Empress  | 1979 | Trinidad och Tobago | 287 000         | [ 11 ]                      |
| Amoco Cadiz       | 1978 | Bretagne            | 223 000         | [ 12 ] [ 13 ] [ 11 ]        |
| Torrey Canyon     | 1967 | Scillyöarna         | 119 000         | [ 11 ]                      |
| Braer             | 1993 | Shetlandsöarna      | 85 000          | [ 12 ] [ 13 ] [ 14 ] [ 11 ] |
| Sea Empress       | 1996 | Milford Haven       | 72 000          | [ 12 ] [ 13 ] [ 14 ] [ 11 ] |
| Prestige          | 2002 | Galicien            | 63 000          | [ 13 ] [ 11 ]               |
| Exxon Valdez      | 1989 | Alaska              | 37 000          | [ 13 ] [ 11 ]               |

### Oljeutsläpp runt Sverige
Sverige har varit förskonat från större oljeutsläpp. De tidigare olyckor i vår omgivning är bland andra Tsesis utanför Nynäshamn 1977, Sefir utanför sydöstra Öland 1981, Thuntank 5 i Gävlebukten 1986, Volgoneft 263 i Karlskrona 1990, Fu Shan Hai mellan Ystad och Bornholm 2003, Full City i Norge 2009 och Godafoss precis norr om Sveriges gräns mot Norge 2011. De senaste större olyckorna är Golden Trader som i september 2011 spillde olja i Danmark efter en kollision, som med strömmar fördes till Tjörn på västkusten. Från land är det ett utsläpp av tallolja från en cistern i Söderhamn i december 2011.
Nedan finns listade de största och mest miljöförstörande utsläppen i närheten av Sverige:
| Namn                 | År   | Plats                                | Kvantitet i ton | Referens                                  |
| -------------------- | ---- | ------------------------------------ | --------------- | ----------------------------------------- |
| Globe Asimi          | 1981 | Klaipėda, Sovjetunionen, Litauen     | 16 000          | [ 15 ] [ 16 ] [ 12 ] [ 13 ]               |
| Antonio Gramsci      | 1979 | Ventspils, Lettland, Sovjetunionen   | 5 500           | [ 17 ] [ 18 ] [ 19 ]                      |
| Ludwig Svoboda       | 1985 | Ventspils, Lettland, Sovjetunionen   | 5 000           | [ 17 ] [ 18 ]                             |
| Baltic Carrier       | 2001 | Kadetrenden, Danmark                 | 2 700           | [ 16 ] [ 17 ] [ 13 ] [ 18 ]               |
| Fu Shan Hai          | 2003 | Ystad, Sverige                       | 1 200           | [ 20 ] [ 13 ] [ 18 ]                      |
| José Martin          | 1981 | Dalarö, Sverige                      | 1 000           | [ 15 ] [ 16 ] [ 17 ]                      |
| Tsesis               | 1977 | Nynäshamn, Sverige                   | 1 000           | [ 18 ] [ 21 ]                             |
| Jawachta             | 1974 | Trelleborg, Sverige                  | 1 000           | [ 22 ]                                    |
| Irini                | 1970 | Muskö, Sverige                       | 1 000           | [ 23 ]                                    |
| Golden Star          | 1976 | Östersjön, Sverige                   | 996             | [ 18 ]                                    |
| Volgoneft 263        | 1990 | Karlskrona, Sverige                  | 900             | [ 24 ] [ 15 ] [ 16 ] [ 17 ] [ 18 ] [ 13 ] |
| Sivona               | 1982 | Öresund, Sverige                     | 800             | [ 15 ] [ 16 ] [ 17 ]                      |
| Full City            | 2009 | Langesund, Norge                     | 700             | [ 18 ]                                    |
| Antonio GramsciSotka | 1987 | Vaarlahti, Finland                   | 650             | [ 15 ] [ 16 ] [ 17 ] [ 18 ] [ 19 ]        |
| Esso Nordica         | 1970 | Pellinge, Finland                    | 600             | [ 19 ]                                    |
| San Nikitas          | 1983 | Söderhamn, Sverige                   | 500             | [ 18 ]                                    |
| Pensa                | 1970 | Karlö, Finland                       | 500             | [ 19 ]                                    |
| Irenes Sincerity     | 1976 | Östersjön, Sverige                   | 500             | [ 18 ]                                    |
| Sefir                | 1981 | Öland, Sverige                       | 498             | [ 15 ] [ 16 ] [ 18 ]                      |
| Tolmiros (misstänkt) | 1987 | Tjörn, Sverige                       | 400             | [ 15 ] [ 16 ] [ 13 ]                      |
| Sotka                | 1985 | Märket, Finland                      | 370             | [ 15 ] [ 16 ] [ 19 ]                      |
| Golden Trader        | 2011 | Thyborøn, Danmark                    | 350             | [ 25 ] [ 26 ]                             |
| Jan                  | 1985 | Læsø, Danmark                        | 320             | [ 15 ] [ 16 ]                             |
| Eira                 | 1984 | Norra Kvarken, Finland               | 300             | [ 15 ] [ 16 ] [ 19 ]                      |
| Ibn Rochd            | 1984 | Stora Bält, Danmark                  | 300             | [ 15 ] [ 16 ]                             |
| Tärnsjö              | 1973 | Öresund, Sverige                     | 300             | [ 23 ]                                    |
| Raphael              | 1969 | Emsalö, Finland                      | 300             | [ 19 ]                                    |
| Okänd                | 1988 | Torekov, Sverige                     | 287             | [ 13 ]                                    |
| Alambra              | 2000 | Muuga, Estland                       | 250             | [ 18 ] [ 13 ]                             |
| Eva Oden             | 1980 | Göteborg, Sverige                    | 250             | [ 15 ] [ 16 ]                             |
| Otello               | 1970 | Stockholm, Sverige                   | 250             | [ 23 ]                                    |
| Thuntank 5           | 1987 | Gävle, Sverige                       | 230             | [ 15 ] [ 16 ] [ 13 ]                      |
| Rio Iquazu           | 1975 | Öresund, Sverige                     | 228             | [ 18 ]                                    |
| Herakles             | 2004 | Grundkallen, Sverige                 | 200             | [ 27 ]                                    |
| Okänd                | 1992 | Västra Götaland och Halland, Sverige | 200             | [ 13 ]                                    |
| Furenäs              | 1980 | Öresund, Sverige                     | 200             | [ 15 ] [ 16 ]                             |
| Palva                | 1969 | Utö, Finland                         | 200             | [ 19 ]                                    |
| Hual Trooper         | 1995 | Öresund, Sverige                     | 180             | [ 15 ] [ 16 ] [ 13 ]                      |
| Okba Bnou Nafia      | 1987 | Malmö, Sverige                       | 120             | [ 15 ] [ 16 ]                             |
| Godafoss             | 2011 | Hvaler, Norge                        | 112             | [ 28 ]                                    |
| Runner 4             | 2006 | Finska viken, Estland                | 100             | [ 29 ]                                    |
| Nunki                | 1998 | Kalundborg Fjord, Danmark            | 100             | [ 16 ]                                    |
| Kihnu                | 1993 | Kopli, Estland                       | 100             | [ 30 ]                                    |
| Lloyd Bage           | 1979 | Gråhara, Finland                     | 100             | [ 15 ] [ 16 ] [ 19 ]                      |

Siffrorna för kvantitet i ton är antingen storleken på den officiella mängd olja som har runnit ut, beräknade eller uppskattade efter tankstorlek. Det är alltså inte den mängd oljeblandat vatten som samlats upp, vilket brukar vara flera gånger större. Då utsläppen redovisats i kubikmeter har det grovt översatts direkt till ton. Densiteten för olja beror på vilka kolväten oljan innehåller, men i regel är oljan strax lättare än havsvatten.
Till dessa med svenska mått mätt större olyckor tillkommer operationella utsläpp, t ex olja och smörjmedel från fartyg som kommer ut via spillvatten. Detta är tillåtet enligt internationella konventioner (MARPOL) upp till en viss koncentration, baserad på fartygstyp och storlek.

## Oljans beteende i vatten
När oljan kommit i vatten, så påbörjas ett flertal nedbrytningsprocesser att påverka oljans egenskaper och beteende. Dessa faktorers relativa påverkan ändras över tid.

### Spridning
Så fort oljan har kommit i vattnet, börjar den sprida ut sig på ytan. Spridningshastigheten beror på hur viskös oljan är, hur mycket olja, samt vind, vågor och temperatur. Lättflytande oljor sprider sig snabbare än trögflytande, men spridningen är inte jämnt fördelad. När oljan sprider sig, ändrar den färg från svart och mörkbrun till silver och iriserande och delas upp i parallella band eller fläckar.

### Avdunstning
De lättaste och mest lättflyktiga fraktionerna i oljan avdunstar inom ett par minuter. Avdunstning beror mest på temperatur. Ju högre andel lätta fraktioner i oljan, till exempel ämnen med korta kolkedjor, desto snabbare sker avdunstningen. Avdunstningen är även korrelerad med ytstorleken av oljespillet. Avdunstad olja är giftig att andas in under en längre tid och kan öka risken för explosioner i stängda utrymmen.

### Dispersion
Hur snabbt oljan sprider sig ner i vattnet, dispergerar, beror på oljan egenskaper och på vågorna. Kraftiga vågor delar snabbt upp oljan i mindre droppar som därefter blandas runt i vattnet. Om vågorna upphör kan oljefläckar dock återbildas på ytan.

### Emulsifiering
Oljan absorberar vatten och bildar en vatten-i-olja emulsion, även kallad mousse eller chokladmousse, eftersom den är lik i färg och konsistens).

### Upplösning
Hur mycket och hur fort en olja löses upp i vatten beror på oljan egenskaper, dispersion, temperatur, vågor och spridning. Tyngre oljefraktioner är i princip olösliga i vatten, men de flesta oljefraktioner är inte vattenlösliga, eftersom de är hydrofoba.

### Fotooxidation
De olika kolväten som olja mestadels består av kan reagera med syre när de utsätts för solljus i en kemisk oxidationsprocess. Restprodukterna är bland annat tjära. Dock är effekten av fotooxidation liten jämfört med de flesta andra processer. Tjocka lager av oljor eller emulsioner kan dock bilda hårda ytor genom fotooxidation, med en mjuk kärna, istället för att brytas ned. Dessa kan observeras som tjärbollar som ofta sköljer upp längs stränderna i närheten av oljespill.

### Sedimentation
Oljedroppar kan adsorbera på både organiska och sedimentpartiklar i vattnet. Dessa kan då bli så tunga att de sjunker till botten. Speciellt i vatten med mycket partiklar, såsom flodmynningar, kan detta ske ganska snabbt.

### Landinteraktion
Om oljespillet sker nära en kust, kommer nästan alltid olja att spolas upp på land. Vad som händer här beror på vilken typ av strand som påverkas. På vågexponerade klippstränder sköljs oljan oftasts bort av sig själv efter en tid, men på sandstränder har oljan en tendens att sjunka ner i marken. Om mer sand tillförs med vågornas säsongsvariationer och sedan tas bort, kan gammal olja på så sätt grävas upp vid ett senare tillfälle.

### Biologisk nedbrytning
Havsvatten innehåller en stor mängd mikroorganismer som är kapabla att metabolisera olja, såsom bakterier, svampar, alger och protozoer, ex Alcanivorax borkumensis. Dessa organismer finns i alla hav, men är vanligast i områden med naturliga utsläpp av olja eller i förorenade områden. Deras påverkan beror på sammansättning och antal mikroorganismer, temperatur, oljans egenskaper och tillgången till näringsämnen i form av kväve och fosfor.

## Effekter av ett oljeutsläpp
Oljeutsläpp kan få katastrofala följder för samhället, både miljömässigt, ekonomiskt och för människors liv hälsa. Dessa effekter beror inte på hur mycket olja som spillts, utan på vilken typ av olja, när och var ett oljespill sker och hur det sanerats.

### Påverkan på människors liv och hälsa
Ett oljeutsläpp utgör en omedelbar brandrisk. Som exempel på incidenter som inneburit konsekvenser för människors liv och hälsa kan nämnas; Kuwaits oljebränder som producerade luftföroreningar, Deepwater Horizon-explosionen som dödade elva arbetare och Lac-Mégantic-explosionen och branden som dödade 47 människor och förstörde hälften av staden Lac-Mégantics centrum till följd av en olycka med ett oljetransporterande tåg i Kanada. Sverige har inte haft något större oljeutsläpp och har därmed inte haft några större hälsoeffekter på grund av dessa. Utvärderingen från det senaste större oljesaneringsarbetet på Tjörn, visade att det i princip inte funnits några negativa effekter. Oljespill kan också förorena dricksvattentäkter. Inga oljespill har skett i de stora insjöarna och dricksvattentäkterna (Vänern, Vättern och Mälaren) men detta är en utpekad sårbarhet i Sveriges Strategi för oljeskadeskydd.

### Miljöpåverkan
Det finns inget tydligt samband mellan mängden olja från ett oljeutsläpp och miljöeffekterna. Ett mindre spill vid fel tidpunkt eller fel säsong och i en känslig miljö, kan vara mycket mer skadligt än en större spill vid en annan tid på året. Även det efterföljande saneringsarbetet kan påverka miljön negativt, om det inte utförs på rätt sätt. Ju kallare klimat, desto längre tid tar oljan att bryta ner, vilket har visats av studier efter Exxon Valdez och Metula, där oljefläcker fortfarande kan hittas 20 år efter oljeutsläppet.
Mindre kontinuerliga oljeutsläpp, till exempel från läckande skeppsvrak, fartyg, hamnar och industri, har icke-dödliga effekter på ekosystem. Dessa kan vara i form av försämrad hälsa, stress och/eller förändrat beteende. Även större djur kan lida av kroniska utsläpp. Till exempel dör tusentals havsfåglar varje år av mindre oljespill i Östersjön, som tros komma från fartygens operationella utsläpp.
Främst skadas miljön genom akut förgiftning eller kvävning till följd av att ha blivit inoljad. Skadan beror på vilken typ av olja och hur snabbt den bryts ner eller försvinner från känsliga områden. De mest känsliga organismerna är de som inte kan flytta på sig. Våtmarker och mangroveområden är de kusttyper som är känsligast, eftersom oljan så lätt fastnar i vegetationen. Havsfåglar är också i riskzonen, eftersom de dras till de lugnare område som oljefläckar skapar på havsytan. Oljeutsläpp penetrerar strukturerna i fjäderdräkten hos fåglar och i pälsen hos däggdjur, vilket minskar dess isolerande förmåga. Detta gör att djuren blir mer sårbara för temperatur, får försämrad flytförmåga i vattnet och spenderar lång tid med att försöka putsa sig rena. När fåglarna putsar sig, får de i sig oljebeläggning på fjädrarna. Detta irriterar mag- och tarmkanalen, försämrar leverfunktionerna och kan orsaka njurskador. Försämrad hälsa leder snabbt till uttorkning och svält, samt att fåglarna blir mer utsatta för rovdjur. Däggdjur påverkas på samma sätt när de försöker tvätta sin päls.
För Sveriges del har bara begränsad påverkan efter oljeutsläpp kunnat påvisas, och miljöpåverkan har försvunnit inom några år.

### Ekonomisk påverkan
Oljeutsläpp kan ha en stor ekonomisk påverkan på sektorer som är beroende av en ren strand och hav, till exempel turism, fiske och vattenbruk. Även här beror kostnaden av skadorna på var och när oljeutsläppet sker, samt vilken typ och hur stor volymen olja är.
Oljeutsläppet efter Prestige i Galicien 2002 hade 2014 uppnått €120,6 miljoner i kompensationskostnader efter skador, med slutgiltiga ersättningskrav uppskattade till €573 miljoner. BP betalade totalt 20,8 miljarder dollar i skadestånd för Deepwater Horizon i Mexikanska Golfen 2010.
Efter oljeutsläppet från Golden Trader som påverkade Tjörn 2011, ersattes svenska och danska staten 105 miljoner kronor. De sammanlagda kraven från svenska myndigheter (Kustbevakningen, Myndigheten för samhällsskydd och beredskap samt Försvarsmakten) och danska Værnsfælles Forsvarskommando (tidigare Søværnets Operative Kommando) uppgick till cirka 176 miljoner kronor. Förlikningen motsvarar 87 % av det maximala belopp som fartygets försäkringsbolaget var skyldigt att betala.